# Ministère de l'Agriculture et des Forêts (Finlande)
Le ministère de l'Agriculture et des Forêts (en finnois : Suomen maa- ja metsätalousministeriö ; en suédois : Jord- och skogsbruksministeriet) est un ministère finlandais dépendant du conseil d’État de Finlande.

## Attributions
Le ministère couvre les domaines suivants:
- développement rural
- développement agricole
- sécurité et contrôle de la qualité alimentaire
- développement de la pêche et de la pisciculture
- développement de la chasse
- développement de l'élevage de rennes
- développement de la gestion de l'eau
- développement forestier
- arpentage et développement et partage de données spatiales.

L’objectif général est donc l’utilisation durable et diversifiée des ressources renouvelables et la vitalité des zones rurales.

## Établissements rattachés
- Centre des ressources naturelles de Finlande
- Metsähallitus
- Maanmittauslaitos
- Agence alimentaire